# Arsenal (métro de Londres)
Pour les articles homonymes, voir Arsenal (homonymie).
Arsenal (Gillespie Road avant le 19 novembre 1932) est une station de la Piccadilly line du métro de Londres. Elle est située dans le borough londonien d'Islington en zone 2.
Comme Temple et St Paul's, Arsenal est un nom partagé par des stations de métro de Londres et Paris (la station de métro parisienne homonyme fut fermée le 2 septembre 1939, alors que la station de métro londonienne est toujours en fonction).

## Histoire
La station, alors dénommée Gillespie Road est mise en service le 15 décembre 1906. Elle est renommée Arsenal le 19 novembre 1932.

## À proximité
- Arsenal Stadium
- Emirates Stadium
- Gare de Drayton Park, exploitée par First Capital Connect
- Highbury Square